# Takayama
Takayama (japanska: 高山市?, Takayama-shi), även känt som Hida-Takayama, 飛騨高山) är en stad i prefekturen Gifu i Japan. 
Staden ligger omgiven av Hidabergen, där timmer hämtades under Edoperioden till byggnader runt om i Japan. Den är därför traditionellt känd för sina snickare och andra hantverkare.
Takayama har många träbyggnader kvar från denna period.
Strax utanför staden ligger Hida no Sato, ett utomhusmuseum med gamla byggnader som presenterar sig som "ett Skansen".

## Galleri

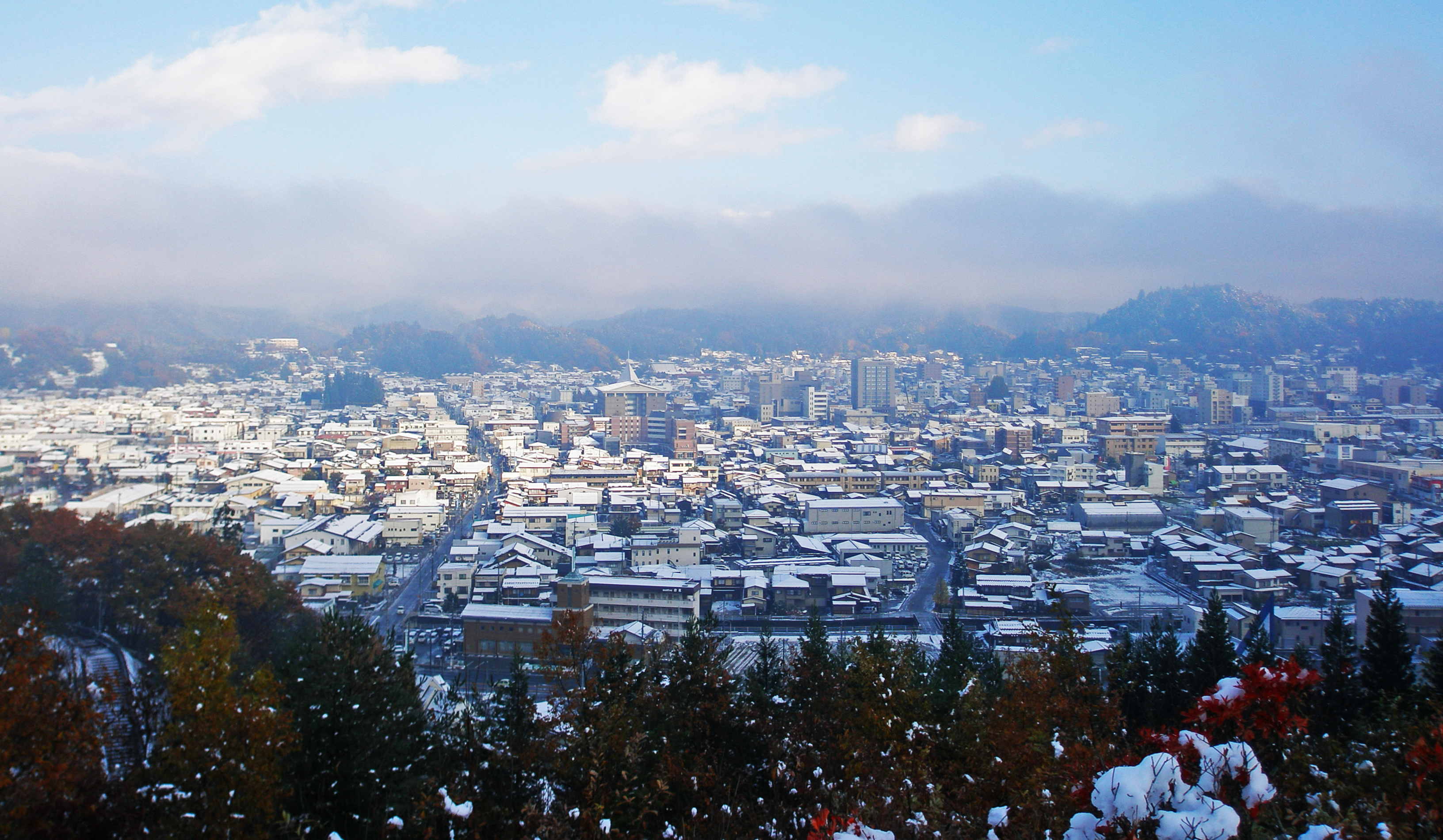
Vintervy över centrala Takayama
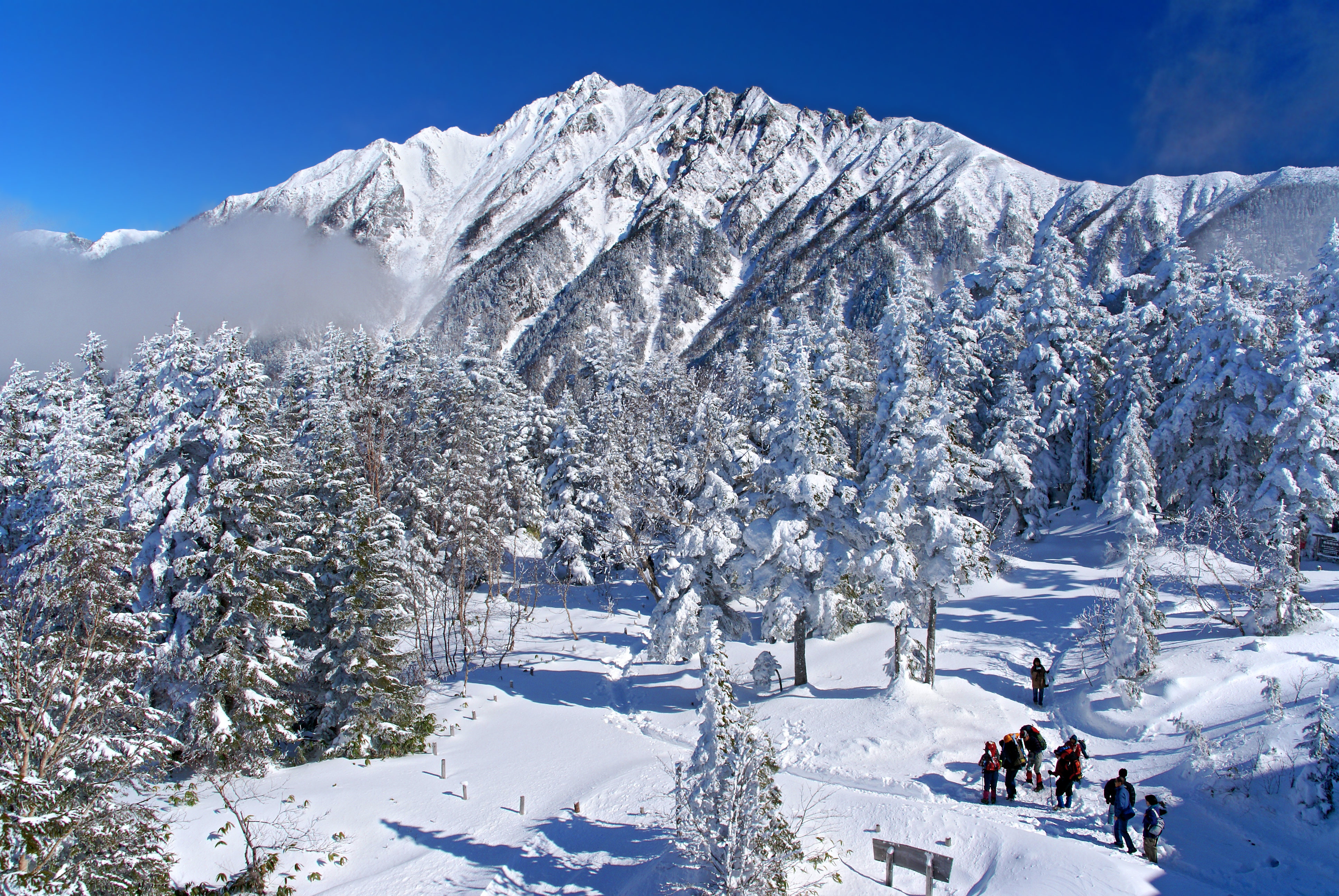
Hidabergen
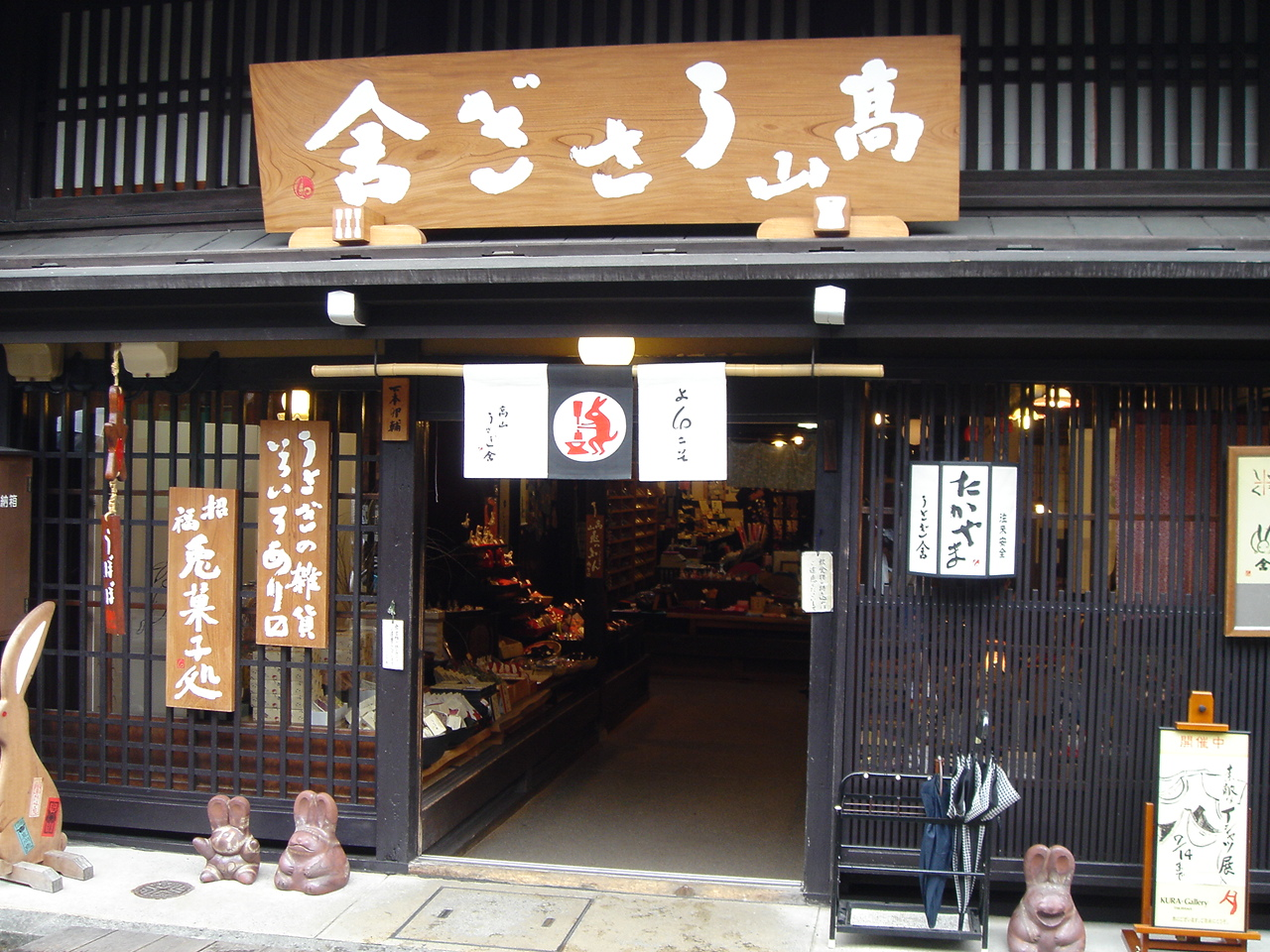
Affär i traditionell stil
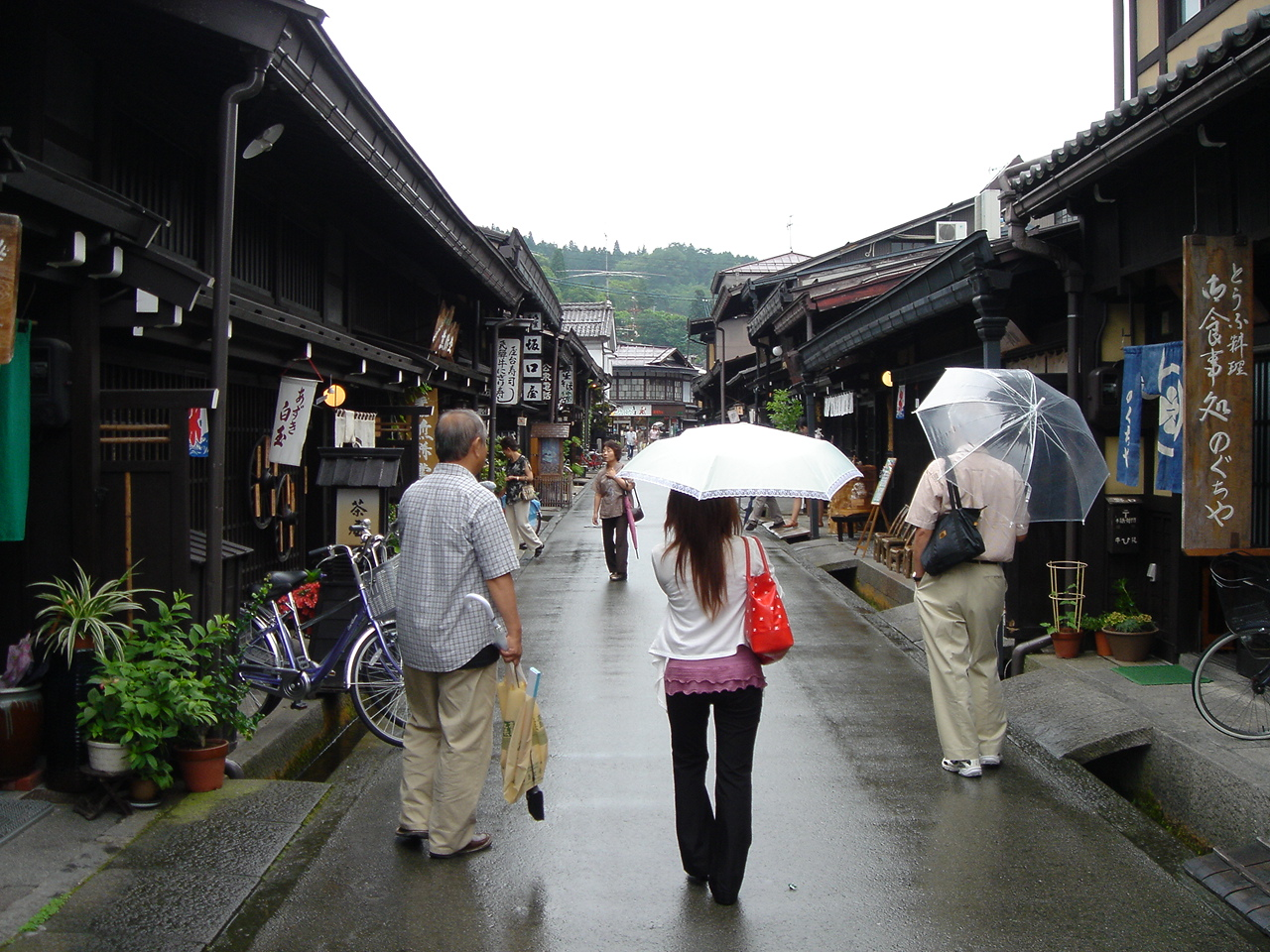
Affärsgata med äldre byggnader
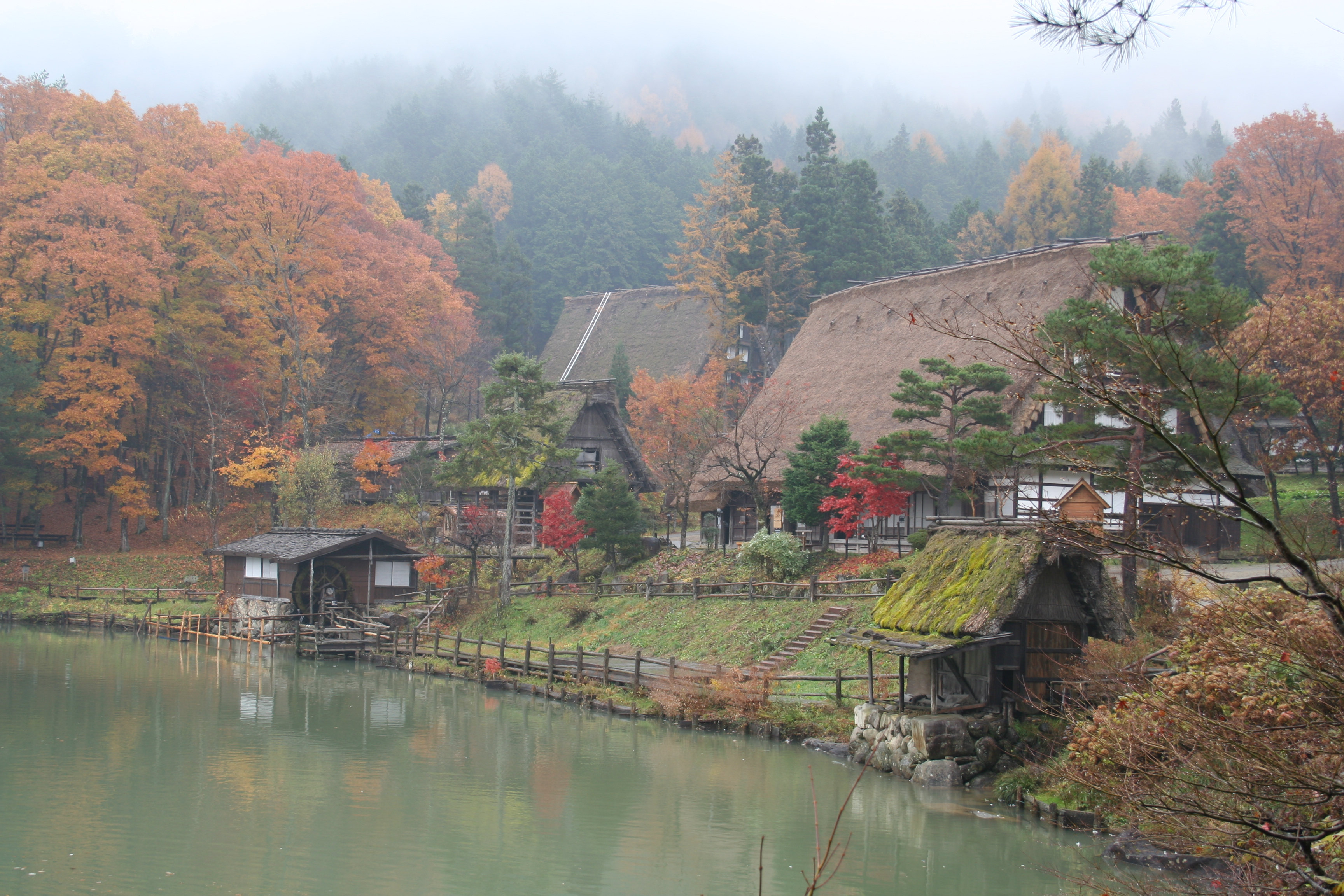
Hida no Sato